# Castellar de la Frontera
La villa de Castellar de la Frontera es un municipio español situado en la provincia de Cádiz, en la comunidad autónoma de Andalucía. Forma parte de la comarca del Campo de Gibraltar. Limita con los municipios de San Roque, San Martín del Tesorillo, Jimena de la Frontera, Los Barrios y Alcalá de los Gazules, en el parque natural de los Alcornocales, en la llamada Ruta del Toro. El municipio cuenta con tres núcleos de población, que son Castellar Viejo (conocido coloquialmente como El Castillo), Castellar Nuevo y La Almoraima. El pueblo viejo fue declarado Monumento Histórico Artístico en 1963. Castellar es económicamente fructífero por el descorche de los chaparros de la zona.
La temperatura es cálida, debido a la brisa mediterránea.
Desde el año 2019 Castellar pasa a formar parte de la asociación Los Pueblos Más Bonitos de España gracias al conjunto del Castillo de Castellar o Castellar Viejo.
Castellar es popular por su castillo medieval, un destacado atractivo turístico.

## Símbolos
Castellar tiene un escudo partido en dos campos. El primero de plata con tres fajas jaqueladas de oro y gules, cargadas cada una de una burela de oro, perteneciente al linaje Saavedra, condes de Castellar. El segundo de gules con un castillo de oro aclarado de azul. Va timbrado con la corona real española cerrada.

## Geografía

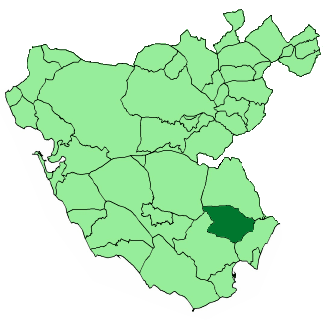
Término municipal de Castellar de la Frontera

Las coordenadas geográficas de Castellar son 36° 19′ N, 5° 27′ O, a 137 kilómetros de la capital de provincia, Cádiz. Se encuentra situado a una altitud de 47 m s. n. m. La extensión superficial de su término municipal es de 180,28 km². Según el INE, en 2018 contaba con 3013 habitantes, con una densidad de población 16,71 hab/km².

## Demografía
Castellar de la Frontera cuenta con una población de 2976 habitantes (INE 2024).
| Gráfica de evolución demográfica de Castellar de la Frontera entre 1842 y 2021 |
| |
| Población de derecho según los censos de población del INE Población de hecho según los censos de población del INEEn estos censos se denominaba Castellar: 1842, 1857, 1860, 1877, 1887 y 1897. |

## Historia

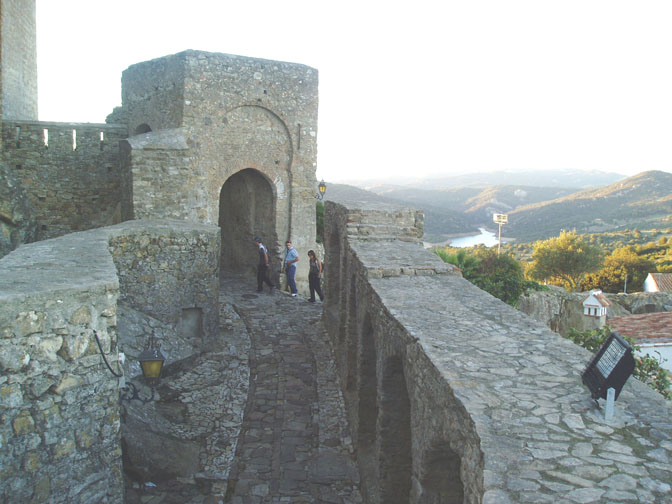
Vista de Castellar viejo.

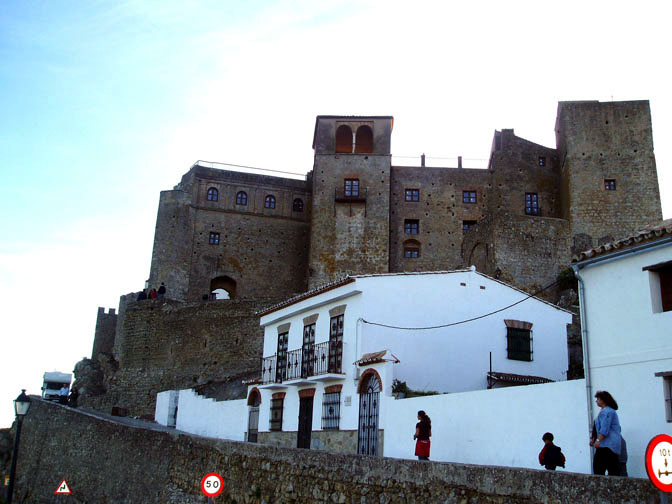
Palacio de los Condes de Castellar.

### Prehistoria
Por su estratégica situación sobre una peña, el pueblo viejo de Castellar de la Frontera, ha sido un lugar de asentamiento humano desde fechas muy tempranas (Cueva de las Estrellas). Durante el Paleolítico y el Neolítico la presencia del hombre está documentada a través de los hallazgos de un importante industria lítica y por numerosas pinturas rupestres, enmarcadas en el llamado arte rupestre del extremo sur de la península ibérica y situadas en la cueva de los Maquis, de la Abejera, del Arquillo, de los Barrancones, de la Buitrera, del Cambulló, del Cancho, Cantarazo o de los Churretales, de las Cotillas, de los Números, del Rayo, de los Tajos, de las Tumbas y de la Ventana.

### Edad Antigua
Se cree que los íberos construyeron la Torre Lascutana en Alcalá de los Gazules, cercana a Castellar. Durante la colonización romana, junto a dicha torre, que defendía la calzada romana que iba desde Carteia hasta Corduba, se creó un pequeño asentamiento del que se conservan restos de viviendas.

### Edad Media
Del reino visigodo se conservan hallazgos. Con la islamización de la península ibérica en el 711, se construyó la ciudadela y se fundó la villa del pueblo viejo que, dado su emplazamiento en plena frontera granadina, jugó un importante papel en las Guerras de Granada en el siglo XV. Asimismo en el periodo andalusí también en La Almoraima existió un pequeño asentamiento humano, donde habitaba la guarnición de la torre almenara allí situada.
Castellar de la Frontera fue uno de los eslabones de la cadena de fortalezas del reino nazarí, enlazando por el sur con la torre de Palmones y la bahía de Algeciras y al norte con Jimena de la Frontera. En ocasiones era cedida con otros castillos por los reyes de Granada a los benimerines como pago de su socorro contra los cristianos.
Juan de Saavedra, alcaide de Jimena de la Frontera, tomó el castillo en 1434 para la corona de Castilla. Juan II concedió a Juan de Saavedra la alcaldía de la villa, dándosela más tarde en señorío. Conquistada de nuevo para el reino de Granada, volvió a ser conquistada, una segunda vez, por Juan de Saavedra que recobró su señorío, siendo heredado durante muchas generaciones por los Arias de Saavedra, a los que Carlos I concedió en 1539 el título de condes de Castellar, título que ostentaron posteriormente sus descendientes. Desde entonces la economía local se basó en la agricultura, en la ganadería y en otras actividades relacionadas con el monte.

### Edad Moderna
En el siglo XVI se construyó el Molino del Conde de Castellar, sobre el río Guadarranque. En 1603 se construyó el Convento de San Miguel de La Almoraima, de frailes descalzos de La Merced.

### Edad Contemporánea

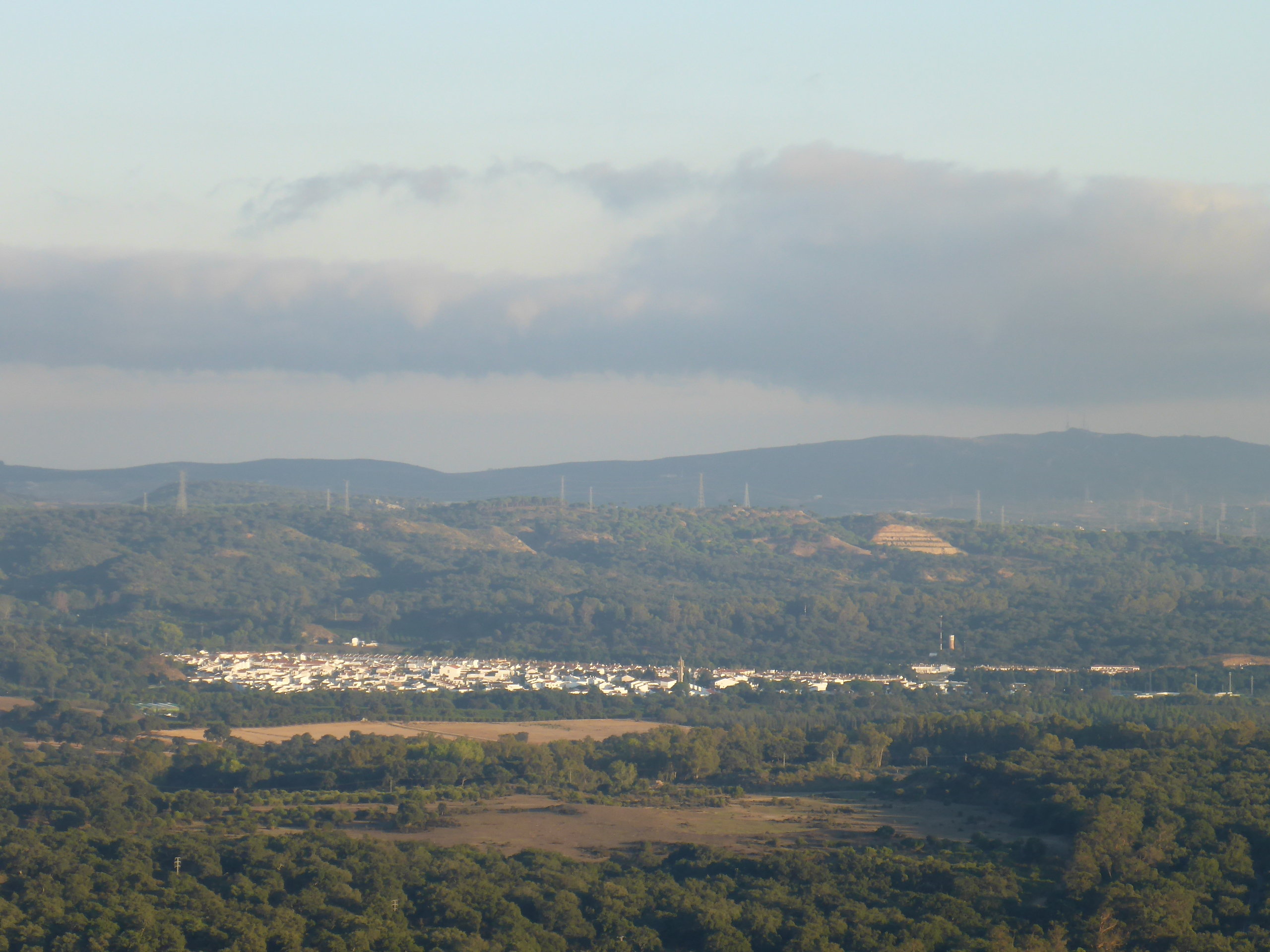
Castellar nuevo

El tronco de la casa pasó al ducado de Santistevan en 1654 y más tarde al de Medinaceli. A principios del siglo XIX y mediante pleito, los Marqueses de Moscoso obtuvieron la posesión de la villa, que volvió a los Duques de Medinaceli en 1852, junto con el término de la Almoraima, hasta hace pocos años.
En 1868 el convento de la Merced pasó a ser propiedad del duque de Medinaceli.
En la reforma de la nomenclatura municipal de 1916 el Gobierno de la Nación añadió a "Castellar" la denominación "de la Frontera" por decreto. Si bien existen pruebas en algunos escritos que se denominaba de la Frontera con anterioridad.
En 1945 se creó la Empresa Corchera Almoraima, que se convirtió en el motor de la economía local. Alrededor de ella se construyeron numerosas chabolas donde vivían los trabajadores de dicha empresa. En 1962, los propietarios construyeron viviendas para los empleados, aunque la mayoría de ellas siguió siendo chabolas. Por entonces La Almoraima contaba con más de 1500 habitantes.
En 1960 comenzaron las obras del embalse de Guadarranque. En 1968 el Instituto de Reforma y Desarrollo Agrario del Campo de Gibraltar, dentro del Plan de Desarrollo del Campo de Gibraltar, expropió 700 hectáreas de tierra a la empresa La Almoraima S.A., perteneciente a la casa de Medinaceli, para la creación de un pueblo de colonización a 9 kilómetros de Castellar Viejo, siendo el último pueblo planificado por el Instituto Nacional de Colonización en Cádiz. La tierra se dividió en parcelas que se entregaron a los colonos que las solicitasen. En 1971 se terminó el nuevo asentamiento y la mayoría de los castellarenses se trasladaron a Castellar Nuevo desde Castellar Viejo y desde La Almoraima, esta última a tan solo 1 kilómetro de distancia.
En 1980, gracias a la intervención Felipe González Márquez, posteriormente Presidente del Gobierno de España, se concedió definitivamente al ayuntamiento la potestad de gestionar y explotar económicamente las tierras de La Boyal, una finca de 526 hectáreas que había sido objeto de litigio entre los Condes de Castellar y los vecinos del municipio durante siglos. En 1981 Felipe González fue nombrado hijo adoptivo de Castellar por el papel que desempeñó en la recuperación de La Boyal.
En 1948 se construyó un apeadero junto a la línea de ferrocarril Bobadilla-Algeciras, para uso exclusivo de la casa de Medinaceli. Hoy en día este apeadero es la estación de Almoraima.
Pese a la crisis económica actual, el de Castellar de la Frontera es uno de los tres únicos ayuntamientos de la provincia de Cádiz que no tienen deudas.

## Núcleo urbano
La construcción de la primitiva fortificación data de los siglosXIII y XIV, con estructura y detalles de torres y puertas característicos del reino de Granada. Aunque algunos elementos fueron añadidos más tarde. En la época cristiana (siglos XV al XVII), ya contaba con la muralla, torres y el alcázar-palacio.
El recinto está en parte almenado y protegido con torreones cuadrangulares en los ángulos que forman los lienzos, protegidos por el norte y suroeste con barbacanas. La puerta de acceso a la barbacana del norte se abre en una torre albarrana, existiendo otra torre en la que se abre la puerta con un arco apuntado de ladrillo. Entrando por el arco de la Villa, se encuentra el Alcázar o palacio de los condes de Castellar, formando parte de la fortaleza y muy transformado. Los materiales empleados en este conjunto de fortificaciones son de mampostería con piedras más o menos labradas y regulares, y ladrillos en los arcos. A partir del recinto fortificado, la población se desarrolla en su interior, incorporando algunos elementos a la muralla, con la intención de comunicar las casas adosadas a ella, que son las que primero se desarrollan. La acumulación del caserío intramuros a través del tiempo se corresponde con sus orígenes tardomedievales.
Las cubiertas de las casas son de teja árabe a una o dos aguas. Las fachadas no poseen salientes ni retranqueos y están encaladas, con guardapolvos o molduras en algunas de ellas. Las ventanas y puertas son de madera, con portillos en vez de cristales. La mayoría son de carácter unifamiliar, compuestas de una sala con cocina incluida, alcoba contigua y una o dos alcobas en la planta alta. Algunas poseen una cuadra. Las ventanas de la planta baja se protegen con rejas sencillas de hierro. En general la tipología corresponde a una arquitectura popular de carácter rural. Entre los edificios singulares, merece destacarse la iglesia parroquial del Salvador y el Ayuntamiento, con entradas desde la plaza mayor. La iglesia, de una sola nave, muy posiblemente se emplaza en el lugar de la antigua mezquita. Se sabe que su capilla mayor fue ejecutada por Juan Arias de Saavedra a principios del siglo XVII. En el siglo XVIII fue ampliada, desapareciendo la primitiva estructura bajo pesadas yeserías y bóvedas de cañón. En el camino de Castellar y junto a la muralla, al pie del castillo se construye en 1603 el convento de Mercedarios de la Almoraima, del que se conserva el gran claustro con arquerías de piedra y de orden toscano, junto a la ermita de Nuestra Señora de los Reyes de 1562. El desarrollo de la historia en este núcleo poblacional es un elemento decisivo que contribuye a valorarlo, pues parte de la historia ha quedado inmortalizada en su imagen y conformación singular.

## Monumentos
- Castillo de Castellar, fortaleza nazarí construida entre los siglos XII y XV.
- Palacio de los Condes de Castellar, residencia de los condes de Castellar.
- Iglesia del Divino Salvador, siglo XVII.
- Convento de San Miguel de La Almoraima, construido en el siglo XVII en estilo barroco.
- Molino del Conde.

## Educación y cultura
El municipio cuenta con un colegio de educación primaria (CEIP Tierno Galván), un instituto de Educación Secundaria (IES Almoraima), un centro de educación de adultos (situado en el IES Almoraima), así como con una biblioteca pública y un teatro-cine.

## Turismo
Además del Castillo de Castellar, está prevista la creación de un centro de interpretación de la "Cueva de las Estrellas", declarada Bien de Interés Cultural.

## Economía
La principal actividad económica es la agricultura, en la que predominan los cultivos de algodón, trigo y naranjo. Gran parte de la población se dedica al sector servicios, debido a la cercanía del municipio con otros núcleos de población del Campo de Gibraltar, como San Roque, La Línea de la Concepción, Los Barrios y Algeciras. La actividad turística también tiene una incidencia positiva en la economía de este municipio y en el Campo de Gibraltar.

### Evolución de la deuda viva municipal
| Gráfica de evolución de Deuda viva del Ayuntamiento de Castellar de la Frontera entre 2008 y 2019                                |
| |
| Deuda viva del Ayuntamiento de Castellar de la Frontera en miles de Euros según datos del Ministerio de Hacienda y Ad. Públicas. |

## Festividades
- Día de La Boyal. Cada 15 de febrero se celebra la recuperación para uso municipal de las tierras de la Dehesa Boyal, pertenecientes hasta 1980 a los propietarios la finca La Almoraima.[21]
- Vía Crucis en el Castillo. Se celebra el Viernes de Dolores, por Castellar Viejo.
- Semana Santa. Se celebran las procesiones del Cristo de La Amoraima, la Virgen de las Angustias y Nuestro Padre Jesús de Nazareno y se elaboran platos tradicionales.
- Feria de Castellar. Se celebra días antes de la Romería del Cristo de la Almoraima y termina con ella. Es la feria más temprana del Campo de Gibraltar.
- Romería del Santísimo Cristo de La Almoraima. El primer domingo de mayo se celebra la romería y procesión del Cristo de La Almoraima.

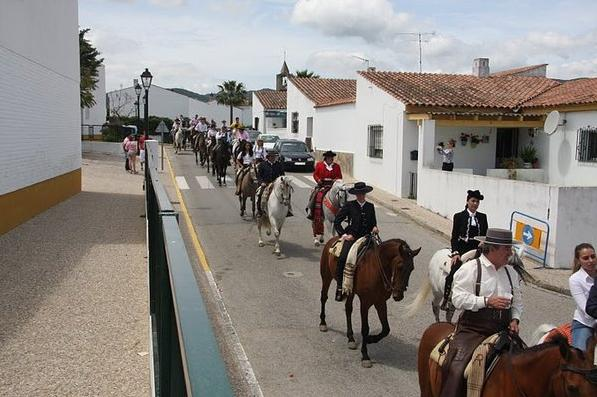
Romería del Santísimo Cristo de la Almoraima

- Romería de San Isidro Labrador. Se celebra el 18 de mayo en honor al patrón de los agricultores.
- Velada del Divino Salvador. Se celebra en agosto.
- Velada de La Almoraima. Se celebra a finales de agosto en La Almoraima.

## Comunicaciones

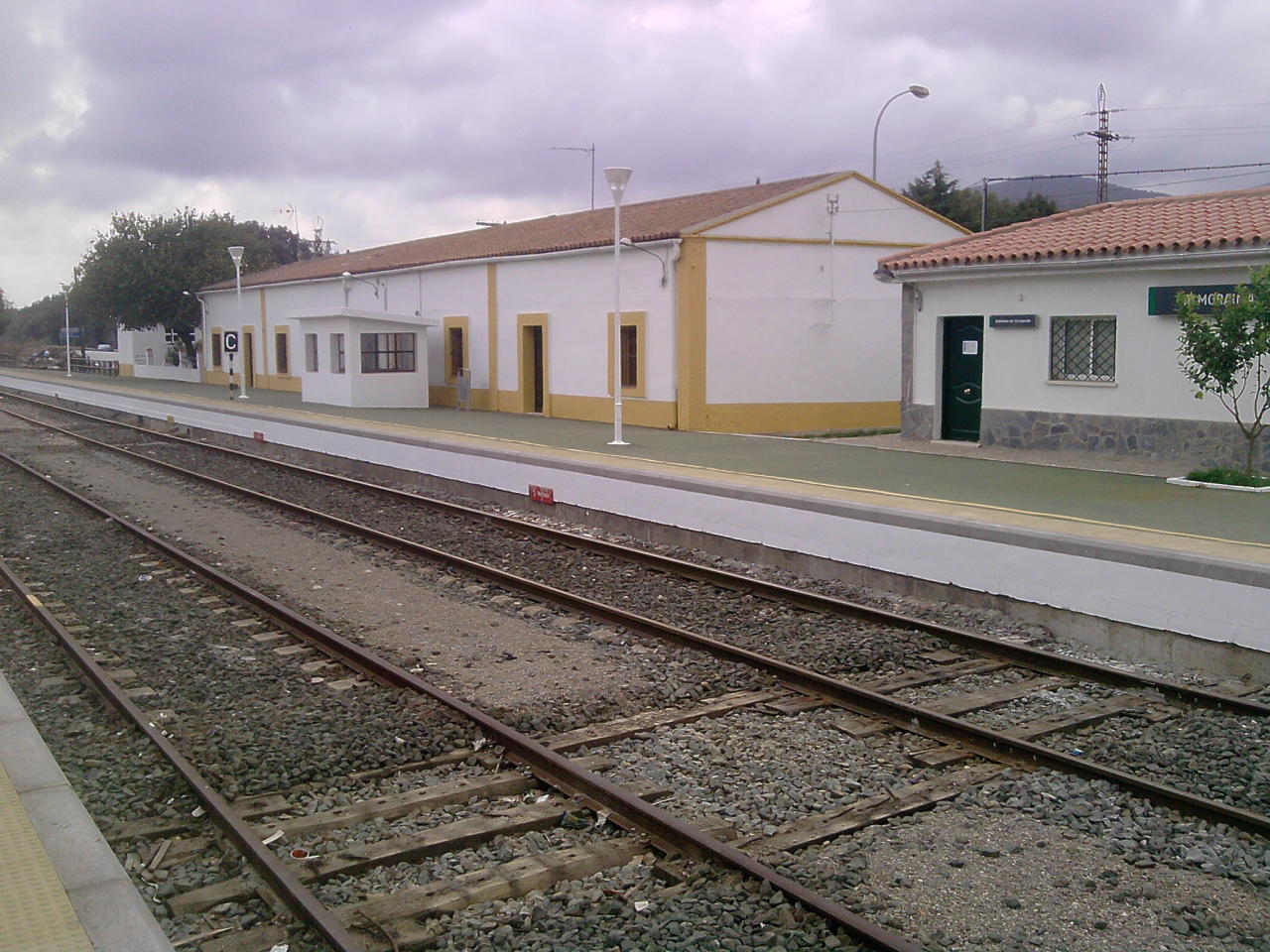
Estación de Almoraima, terminal ferroviaria del municipio.

### Carretera
La principal vía de comunicación de Castellar de la Frontera es la  A-405 . Esta vía lleva, hacia el norte, a la Serranía de Ronda pasando por Jimena de la Frontera y San Pablo de Buceite; y hacia el sur, a la Estación, Taraguilla y Miraflores, en San Roque, enlazando con la  A-7  hacia Algeciras y La Línea.
Otras carreteras de Castellar son la  A-2100  a Sotogrande, la  A-2101  a San Martín del Tesorillo y la  CA-9201  de Castellar Nuevo al Castillo de Castellar.

### Ferrocarril
La estación ferroviaria de Castellar de la Frontera es la estación de Almoraima, situada en la barriada del mismo nombre a un kilómetro al sur de Castellar Nuevo. En esta estación paran trenes de Media Distancia (Línea 70) con destino a Algeciras y Antequera-Santa Ana.